# FAM168B
FAM168B (англ. Family with sequence similarity 168 member B) – білок, який кодується однойменним геном, розташованим у людей на 2-й хромосомі. Довжина поліпептидного ланцюга білка становить 195 амінокислот, а молекулярна маса — 20 324.
| 10         |  | 20         |  | 30         |  | 40         |  | 50         |
| ---------- |  | ---------- |  | ---------- |  | ---------- |  | ---------- |
| MNPVYSPGSS |  | GVPYANAKGI |  | GYPAGFPMGY |  | AAAAPAYSPN |  | MYPGANPTFQ |
| TGYTPGTPYK |  | VSCSPTSGAV |  | PPYSSSPNPY |  | QTAVYPVRSA |  | YPQQSPYAQQ |
| GTYYTQPLYA |  | APPHVIHHTT |  | VVQPNGMPAT |  | VYPAPIPPPR |  | GNGVTMGMVA |
| GTTMAMSAGT |  | LLTAHSPTPV |  | APHPVTVPTY |  | RAPGTPTYSY |  | VPPQW      |

A: Аланін

C: Цистеїн

F: Фенілаланін

G: Гліцин

H: Гістидин

I: Ізолейцин

K: Лізин

L: Лейцин

M: Метіонін

N: Аспарагін

P: Пролін

Q: Глутамін

R: Аргінін

S: Серин

T: Треонін

V: Валін

W: Триптофан

Кодований геном білок за функцією належить до фосфопротеїнів. 
Задіяний у таких біологічних процесах, як ацетилювання, альтернативний сплайсинг. 
Локалізований у клітинній мембрані, цитоплазмі, мембрані, клітинних відростках.